# Llista de topònims del Rourell
Llista de topònims (noms propis de lloc) del municipi del Rourell, a l'Alt Camp
Informació actualitzada per un bot. Els canvis manuals es perdran quan s'actualitzi!

## casa
| imatge | Nom                               | Ubicat a   | instància de | Detalls                                             | coordenades                                                              | Protecció                                  | Commons (més fotos)               | Dades a WD                    |
| ------ | --------------------------------- | ---------- | ------------ | --------------------------------------------------- | ------------------------------------------------------------------------ | ------------------------------------------ | --------------------------------- | ----------------------------- |
|        | casa al carrer Catalunya, 4       | el Rourell | casa         | Estil: arquitectura modernista                      | 41° 13′ 23″ N, 1° 13′ 03″ E / 41.22312°N,1.21762°E ca:Carrer Catalunya 4 | bé integrant del patrimoni cultural català | Casa al carrer Catalunya, 4       | Modifica les dades a Wikidata |
|        | habitatge al carrer Catalunya, 48 | el Rourell | casa         | Estil: arquitectura eclèctica 1903 Estat: bon estat | 41° 13′ 29″ N, 1° 13′ 04″ E / 41.22469°N,1.217802°E ca:C. Catalunya, 48  | bé integrant del patrimoni cultural català | Habitatge al carrer Catalunya, 48 | Modifica les dades a Wikidata |

## curs d'aigua
| imatge | Nom             | Ubicat a                                        | instància de | Detalls                                               | coordenades                                                                                               | Protecció | Commons (més fotos) | Dades a WD                    |
| ------ | --------------- | ----------------------------------------------- | ------------ | ----------------------------------------------------- | --- | --------- | ------------------- | ----------------------------- |
|        | Francolí        | Conca de Barberà Alt Camp Tarragonès            | curs d'aigua | Desemboca: mar Mediterrània Llarg: 60km Conca: 838km² | 41° 23′ 56″ N, 1° 03′ 08″ E / 41.398944°N,1.052333°E 41° 06′ 24″ N, 1° 13′ 39″ E / 41.106639°N,1.227446°E |           | Francolí River      | Modifica les dades a Wikidata |
|        | riu de Glorieta | Mont-ral Alcover Vilallonga del Camp el Rourell | curs d'aigua | Desemboca: Francolí                                   | 41° 16′ 55″ N, 1° 03′ 40″ E / 41.282057°N,1.061024°E 41° 12′ 38″ N, 1° 13′ 57″ E / 41.210571°N,1.232455°E |           | Glorieta River      | Modifica les dades a Wikidata |

## edifici
| imatge | Nom                                 | Ubicat a   | instància de | Detalls                                  | coordenades                                                                     | Protecció                                            | Commons (més fotos)                 | Dades a WD                    |
| ------ | ----------------------------------- | ---------- | ------------ | ---------------------------------------- | ------------------------------------------------------------------------------- | ---------------------------------------------------- | ----------------------------------- | ----------------------------- |
|        | Casal dels Marquesos de Vallgornera | el Rourell | edifici      | Estil: arquitectura popular 17th century | 41° 13′ 24″ N, 1° 13′ 08″ E / 41.2234°N,1.21882°E ca:Plaça del Castell 111 msnm | bé d'interès cultural bé cultural d'interès nacional | Casal dels Marquesos de Vallgornera | Modifica les dades a Wikidata |
|        | Era de la Marquesa                  | el Rourell | edifici      |                                          | 41° 13′ 20″ N, 1° 13′ 06″ E / 41.2223242109804°N,1.21833908672978°E             |                                                      |                                     | Modifica les dades a Wikidata |

## masia
| imatge | Nom                         | Ubicat a   | instància de | Detalls          | coordenades                                                         | Protecció | Commons (més fotos)          | Dades a WD                    |
| ------ | --------------------------- | ---------- | ------------ | ---------------- | ------------------------------------------------------------------- | --------- | ---------------------------- | ----------------------------- |
|        | Mas d'Espardenya            | el Rourell | masia        |                  | 41° 13′ 27″ N, 1° 13′ 33″ E / 41.22411389°N,1.22591389°E            |           | Mas d'Espardenya             | Modifica les dades a Wikidata |
|        | Mas de Cal Jaumís           | el Rourell | masia        |                  | 41° 13′ 25″ N, 1° 13′ 48″ E / 41.22355556°N,1.23010556°E 96 msnm    |           | Mas de Cal Jaumís            | Modifica les dades a Wikidata |
|        | Mas de Fortuny              | el Rourell | masia        |                  | 41° 13′ 14″ N, 1° 13′ 10″ E / 41.2206740558738°N,1.21938596305376°E |           |                              | Modifica les dades a Wikidata |
|        | Mas de Josepet              | el Rourell | masia        |                  | 41° 13′ 23″ N, 1° 13′ 40″ E / 41.2231652871907°N,1.22789600692452°E |           |                              | Modifica les dades a Wikidata |
|        | Mas de Pastor               | el Rourell | masia        | Estat: bon estat | 41° 13′ 38″ N, 1° 13′ 09″ E / 41.22723889°N,1.21918556°E            |           | Mas del Pastor (el Rourell)  | Modifica les dades a Wikidata |
|        | Mas de Perrillo             | el Rourell | masia        |                  | 41° 13′ 34″ N, 1° 13′ 25″ E / 41.22602778°N,1.223625°E              |           | Mas de Perrillo (el Rourell) | Modifica les dades a Wikidata |
|        | Mas del Peret del Pere Gras | el Rourell | masia        |                  | 41° 13′ 26″ N, 1° 12′ 57″ E / 41.2238180570229°N,1.21592444466419°E |           |                              | Modifica les dades a Wikidata |
|        | la Màquina de la Marquesa   | el Rourell | masia        |                  | 41° 13′ 22″ N, 1° 13′ 21″ E / 41.2228853982662°N,1.22259475619972°E |           |                              | Modifica les dades a Wikidata |
|        | la Sínia de la Toia         | el Rourell | masia        |                  | 41° 13′ 33″ N, 1° 13′ 15″ E / 41.2258140594358°N,1.22092868013149°E |           |                              | Modifica les dades a Wikidata |

## Misc
| imatge | Nom                           | Ubicat a   | instància de                                   | Detalls                         | coordenades                                                                                    | Protecció                   | Commons (més fotos)   | Dades a WD                    |
| ------ | ----------------------------- | ---------- | ---------------------------------------------- | ------------------------------- | ---------------------------------------------------------------------------------------------- | --------------------------- | --------------------- | ----------------------------- |
|        | Rentadors Públics             | el Rourell | estructura arquitectònica                      |                                 | 41° 13′ 27″ N, 1° 13′ 13″ E / 41.22404861450195°N,1.220329999923706°E ca:Camí del Pontet, s/n  |                             |                       | Modifica les dades a Wikidata |
|        | Sant Pere del Rourell         | el Rourell | església                                       | Estil: arquitectura neoclàssica | 41° 13′ 27″ N, 1° 13′ 07″ E / 41.224033°N,1.218636°E ca:Plaça de l'Església                    | bé cultural d'interès local | Sant Pere del Rourell | Modifica les dades a Wikidata |
|        | casa consistorial del Rourell | el Rourell | casa consistorial                              |                                 | 41° 13′ 30″ N, 1° 13′ 04″ E / 41.2249654°N,1.2177529°E                                         |                             |                       | Modifica les dades a Wikidata |
|        | casa del Carrer Catalunya, 48 | el Rourell | edifici residencial                            | Estil: arquitectura eclèctica   | 41° 13′ 29″ N, 1° 13′ 04″ E / 41.22467422485352°N,1.2179100513458252°E ca:Carrer Catalunya, 48 |                             |                       | Modifica les dades a Wikidata |
|        | el Rourell                    | el Rourell | entitat singular de població capital municipal | 403 hab                         | 41° 13′ 28″ N, 1° 13′ 04″ E / 41.22451°N,1.217883°E 115 msnm                                   |                             |                       | Modifica les dades a Wikidata |